# 취미판단
취미판단(독일어: Geschmacksurteil)은 이마누엘 칸트의 비판철학에서 미 판단 양식 일종으로서 미 인상 결정이 취미라고 간주하는 처지에서 하자(何者)를 아름답다거나 미에 관계하여 쾌감을 제공한다는 단정을 운위한다.

## 특성
대상이 아름다운지 여부를 구별하려는 때 사람은 그 표상을 인식하고자 지성으로써 객관과 관련시키지 않고 그 표상을 지성과 결합된 상상력으로써 주관과 주관의 쾌나 불쾌에 관련시키므로 취미판단은 인식 판단이 아니고, 따라서 논리상 판단이 아니라 미감에 기초한 판단이다. 여기에서 외부 세계에 있는 대상을 오관으로 지각하고 감각하여 표상을 형성하는 사람의 인식 능력에 기초한 규정 근거가 주관에 기초할 수밖에 없는 실정을 뜻한다. 표상의 모든 관계를 위시하여 감각의 관계조차도 객관에 토대 가능할 때 관계한 경험에 기초하는 표상의 실재를 의미, 유독 표상과 쾌나 불쾌를 대상으로 한 관계만은 표상과 쾌나 불쾌를 대상으로 한 관계는 객관에 있는 그 대상을 대상으로도 지시하지 않고 이 관계에서 주관은 표상으로 말미암아 자극받는 그대로 자기 자신을 느끼므로 객관에 토대가 불능하다.

## 보편성
미를 주제로 미가 대상의 성질인 듯이 거론할 그 판단이 외계의 대상을 오관으로 감각하고 지각하여 표상을 형성하는 사람의 인식 능력에 기초한 판단에 불과하며 단지 대상의 표상과 주관과 관계만을 내포하는데도 대상의 개념 덕에 대상의 인식을 구성하는 논리에 맞는 판단처럼 한 설명은 대상을 오관으로 지각하고 감각하여 표상을 형성하는 사람의 인식 능력에 기초한 판단도 사람이 그 판단의 타당성을 모든 사람에게 가능한 전제에서 논리에 맞는 판단과 유사성이 있으므로 논리에 맞는 판단처럼 거론하나 개념에서 쾌나 불쾌로 이행은 불능하므로 이 보편성이 개념에 나오지 않으나 관심을 동반하는 순수하게 실행하는 제 법칙은 예외인 관심은 순수한 취미판단과 결합하지 않아서 취미판단은 관심 일체에서 탈피했다는 의식을 포함하므로, 객관에 기초하여 성립하는 보편성은 아니지만, 취미판단에는 주관에 기초한 보편성을 취급한 주장이 조금도 어긋나는 일이 없이 결합되어 있다.
칸트가 주장하는 주관에 기초한 보편성이 객관에 토대한 보편성이 아니라서 주관이 개인에 한하거나 사사롭다는 뜻도 아니다. 미감에 토대한 판단에서 주관성은 객관에 준거하지 않는다는 뜻에서 객관을 향한 부정으로서 기능할 따름인 뜻에서 이마누엘 칸트는 미감에 기초한 판단에는 객체에 의거하는 보편성은 없지만, 관심 일체에서 떠났다는 의식과 함께 모든 사람에게 타당한 요구를 쫓아야 한다고 주장한다.
즉 특정 대상을 보고서 아름답다고 판정할 판단인은 자신이 한 판단에 동의하지 않는 사람까지도 그 판단에 동의하라고 강제한다는 뜻에서의 보편성이라서 미감에 기초한 판단의 주관에 토대한 보편성은 만인에게 하는 동의 요구로 요약돼서 취미판단은 객관에 토대하여 한 판단처럼 모든 사람에게 동의를 요구하면서 그 대상을 만족과 관계에서 미 자격으로 하는 규정으로서 이마누엘 칸트는 이를 취미판단의 제일 특성이라고 규정한다.

## 보편성 근거
취미판단의 보편성을 대상으로 하는 요구의 정당성을 변호하고자 무관심성을 근거로서 제시한 이마누엘 칸트는 관심 일체와 무관을 의식할 때 그 사람은 그 대상은 모든 사람을 대상으로 만족의 근거를 내포하여야 한다고 판정할 수밖에 없다고 하면서 미감에 토대한 판단의 이 특성을 명시하려고 감관취미와 반성취미 간 구분을 도입한다. 감관취미나 반성취미는 모두 자신의 감정과 관련하여 단지 주관에 기초한 판단에서는 유사하지만, 감관취미는 단지 개인에 한하는 판단하고 반성취미는 소위 일반으로 공공에 토대하여 판단한다는 차이가 있어서 미감에 토대한 판단의 보편성을 향한 요구는 판단인이 자신의 개인상 조건이나 관심에 완벽히 무관심한 상태에서 판단해야만 가능하다.

## 계기

### 제일
취미판단이 인식 판단과 실천 판단과 감관 판단과 어떻게 구분될지 염두에 두었으므로 미감에 기초한 판단을 대상으로 한 성질 규정이 선행한다. 취미판단과 여타 판단을 구분하는 준거도 무관심성이라서 흔히 취미판단 제일 계기를 무관심한 관심을 표명하는 판단으로 규정하기도 하나 이마누엘 칸트가 취미판단을 대상으로 최선으로 한 규정은 그것이 미감에 토대한 판단이고 여기서 미감에 기초한 판단의 일차 규정은 그 판단이 주관에 토대하여 한 판단이므로 사람은 양 특징인 무관심성과 주관성을 확인해야만 취미판단의 제일 계기로써 이마누엘 칸트가 하려는 언급이 이해 가능하다.

### 제이
보편성은 개념이 없으면, 보편성 일체도 주장 불능하지만, 취미판단의 제이 계기 규정에서 개념 없는 보편성을 이마누엘 칸트는 천명한다. 이는 일견 모순된 주장처럼 보인다. 여기에서 이마누엘 칸트는 취미판단의 보편성을 논리에 맞는 보편성이 아니라 미감에 기초하거나 주관에 토대한 보편성으로 특징화하여 이 모순 회피를 시도한다. 여기에서 미감에 토대하거나 주관에 기초한 보편성이란 '만인에 대해 그 사람들도 자신처럼 판단해야 한다고 요구 가능하다'는 뜻인 지점에서 미감에 토대한 판단의 초월하는 연역 문제가 일차로 제기된다.

## 연역
미감에 기초한 판단력의 단지 주관에 토대한 근거에 기인하는 판단에 보편하는 동의 요구가 정당화하려면, 이 능력의 주관에 기초한 제 조건은, 이 판단에서 활동하는 제 인식력과 인식 일반과 관계에 관한 한, 모든 사람에게서 같지 않으면, 사람은 자기의 표상과 인식조차도 서로 전달 불능하므로, 이것은 참이어야 하고 판단력의 형식상 조건만을 고려한 미감에 기초한 판단이라서 순수, 재언하면, 그 규정하는 근거로서 객체의 개념이나 감각과 혼합되어 있지 않으며, 설사 이 후자에 오류가 있을지라도, 그것은 단지 사람에게 부여하는 권능을 어떤 특수한 형편에 잘못 적용했다는 법칙에 관계될 뿐 그 탓에 권능 일반이 폐기되지는 않는 사실 승인으로 충분하다.
이제 모든 사람이 인식 제 능력의 주관에 토대한 조건, 즉 상상력과 지성의 일치로써만 제멋대로 판단 가능할 때 그런 제반 판단 중에서 미감에 토대한 판단은 오직 그 주관에 기초한 조건의 일치를 향한 감정상 상태와 관계하여 내려져서 미감에 기초한 만족이나 객체를 다룬 개념이나 개념으로 말미암은 만족과 무관하게 하는 판단인 관점에서 볼 때 공통감이란 인식 제 능력의 일치에 객관과 무관하게 오직 미감에 토대하여 판정 가능한 능력이라서 어떤 표상이 일반으로 지성 일반의 관심사인 보편성의 제 조건에 합치하면, 그 표상은 인식 제 능력을 균형에 맞게 조화시키고 사람은 이 균형 잡힌 조화를 모든 인식에 요구하므로 그것도 지성과 제 감관이 결합되어야 판단하게끔 운명화 한 모든 사람에게 타당으로 생각한다고 이마누엘 칸트는 주장한다. 결국 미감에 토대한 판단의 초월하는 연역은 일차로 미감에 기초한 판단 가능 조건을 다룬 해명으로 간주해야 하며, 이렇게 해석하면, 공통감은 미감에 토대한 판단의 구성 원리로서 이해하여야 한다.

## 같이 보기
- 판단력비판
- 순수이성비판
- 실천이성비판